# Giulio Roma
Giulio Roma, né le 16 septembre 1584 à Milan et mort le 16 septembre 1652 à Rome, est un cardinal italien, membre de la famille Orsini.

## Biographie
Giulio Roma fait ses études à Pavie et à Pérouse. Il est présent à la cour du cardinal Federico Borromeo et rencontre le pape Paul V qui le fait venir à Rome pour le procès en canonisation de Carlo Borromeo. 
En 1621, il est nommé cardinal-prêtre au titre cardinalice Santa Maria sopra Minerva par Paul V. Son successeur Grégoire XV le nomme évêque de Recanati et Loreto avant devenir évêque de Tivoli en 1634 où il décide de la reconstruction de la cathédrale San Lorenzo de 1635 à 1640. En 1639, il est élevé au titre de Sainte-Praxède. 
Vers 1650, il devient cardinal-diacre du Sacré Collège, puis en 1644 cardinal-évêque du diocèse suburbicaire de Frascati, en 1645 de celui de Porto-Santa Rufina, et en 1652 d'Ostie-Velletri.
En 1652, cinq mois avant sa mort, il devient Doyen du Sacré-Collège.

## Succession apostolique
Giulio Roma a ordonné les évêques suivants :
- Évêque Scipione Agnelli (it) (1624)
- Évêque Lorenzo Fei (1627)
- Archevêque Onorato Visconti (it) (1630)
- Archevêque Martino Alfieri (en) (1634)
- Évêque Milano Bencio (1642)
- Évêque Giovanni Battista Sfondrati (en) (1642)
- Évêque Gerolamo Pellegrini (1645)
- Évêque Giavanbattista Rainoldi (1645)
- Évêque Angelo Melchiorre (1645)
- Évêque Francisco Suárez de Villegas (en), O.Carm. (1649)
- Évêque Filippo Casoni (en) (1651)
- Cardinal Alfonso Litta (1652)